# M-55S
M-55S(スロベニア語: T-55S1)は、スロベニアで開発された主力戦車である。
ソビエト連邦のT-55を近代化改修することによって作られ、1997年にスロベニア陸軍の主力戦車に採用された。

## 概要
1990年、スロベニアはD-10 100mm戦車砲を装備した旧式のT-55をM-55S1として新しい規格に改修する計画を開始した。改修には機動性、防御、特に武装の強化が重点に置かれ、車両の主砲をより効果的な105mm L7ライフル砲に置き換え、コンピュータ化された射撃統制システムを装備した。Fotona SGS-55照準システムのような光学機器の分野を代表にいくつかのシステムはスロベニアで設計・製造され、他の部品はラファエル・アドバンスド・ディフェンス・システムズの爆発反応装甲などイスラエルを含む海外から供給された。また、車両の走行装置と連結装置もアップグレードされた。副武装のうち、DShKM12.7mm対空機銃は一部の車両にのみ搭載されている。エンジンはT-55ではV-55ディーゼルエンジン（580馬力）が搭載されていたが、M-55Sでは機動性の向上を狙ってスロベニア製のディーゼルエンジン（600馬力）へと換装されている。

## 配備状況
スロベニアには約55両のT-55が配備されていたが、そのうち30両がM-55Sに近代化改修された。2022年秋、ロシアのウクライナ侵攻でウクライナに28両が供給された。2023年7月頃には、ウクライナ陸軍の新たな旅団である第67機械化旅団に配置され、ルハンスク州西部のクレミンナをめぐる戦闘に投入された。

## 運用国
- スロベニア
- ウクライナ

スロベニアより28輛供与